# Max Buser
Max Buser, auch Megge genannt (* 16. Mai 1926 in Basel; † 3. Mai 2015 ebenda), war ein Schweizer Komödiant, Bühnenautor und eine Basler Fasnachtslegende.

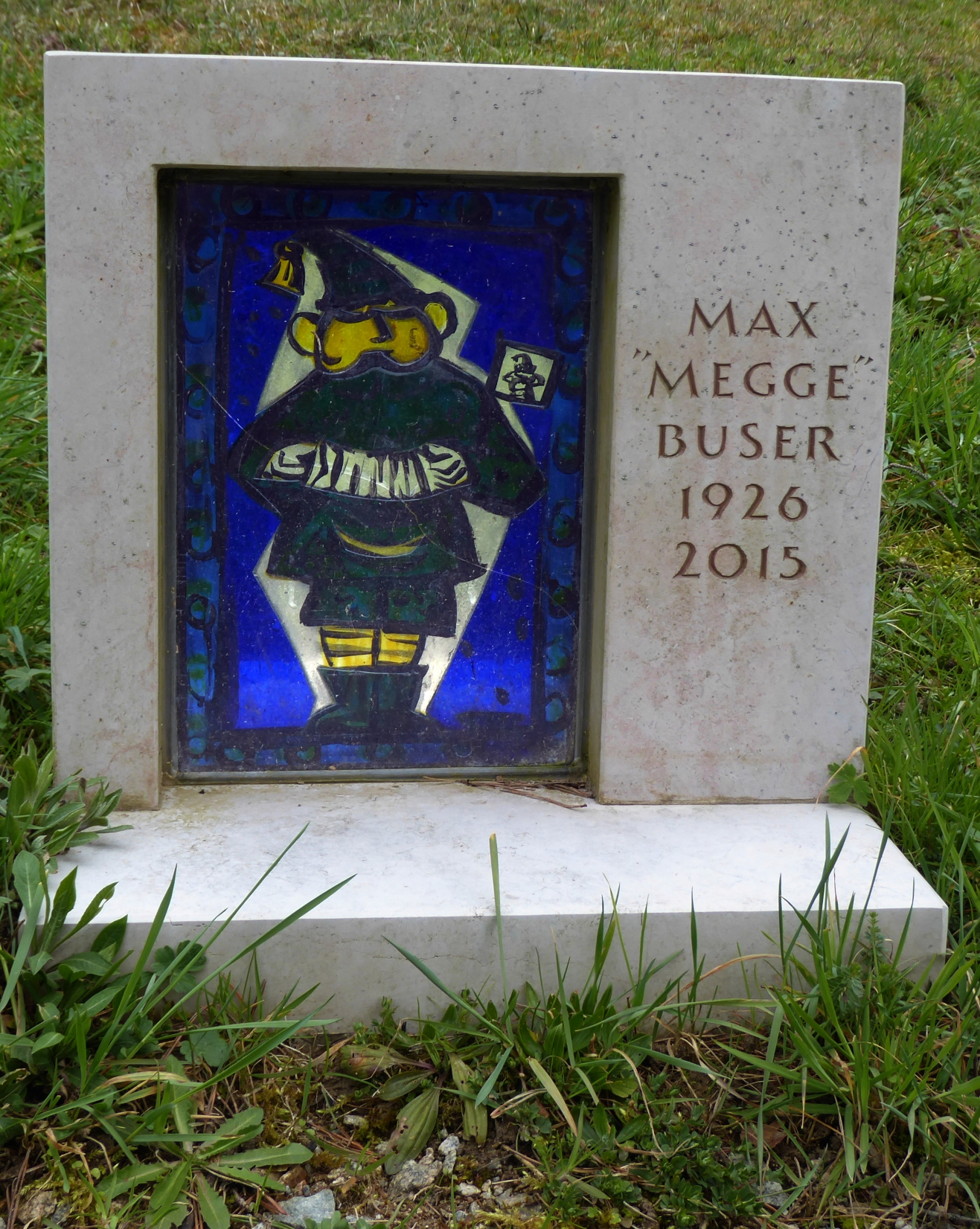
Grab auf dem Basler Friedhof am Hörnli

## Werk
Max Buser spielte über 30 Jahre auf den Basler Kleinkunstbühnen. Zudem war er in den 70er-Jahren ein bekannter Schnitzelbänggler. So schrieb er zahlreiche Nummern für die Vorfasnachts-Veranstaltungen Charivari und Drummeli. Buser fand seine letzte Ruhestätte auf dem Friedhof am Hörnli.